# San Giuliano Martire (diaconia)
San Giuliano Martire (in latino: Diaconia Sancti Iuliani Martyris) è una diaconia istituita da papa Benedetto XVI il 18 febbraio 2012. La diaconia insiste sulla chiesa di San Giuliano Martire.

## Titolari
- Karl Josef Becker, S.I. (18 febbraio 2012 - 10 febbraio 2015 deceduto)
- Kevin Joseph Farrell, dal 19 novembre 2016